# BMW 320

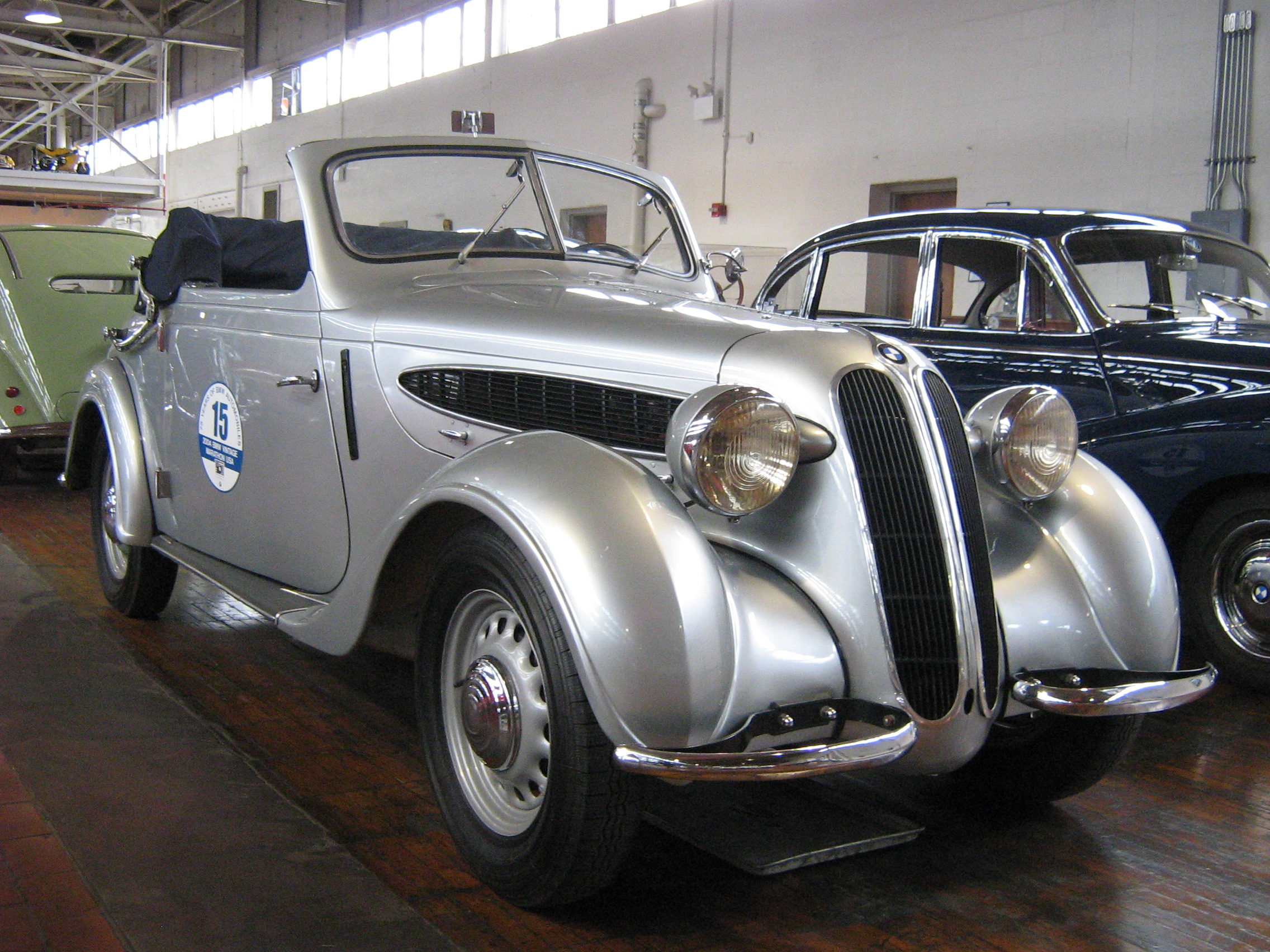
Een BMW 320 cabriolet

De BMW 320 is een auto uit de middenklasse, door BMW gemaakt tussen 1937 en 1938 als opvolger van de BMW 329. De wagen werd aangeboden als  tweedeurs sedan en tweedeurs cabriolet. Er werden ongeveer 4200 exemplaren geproduceerd, waarvan 1835 cabriolets.